# Хусбю

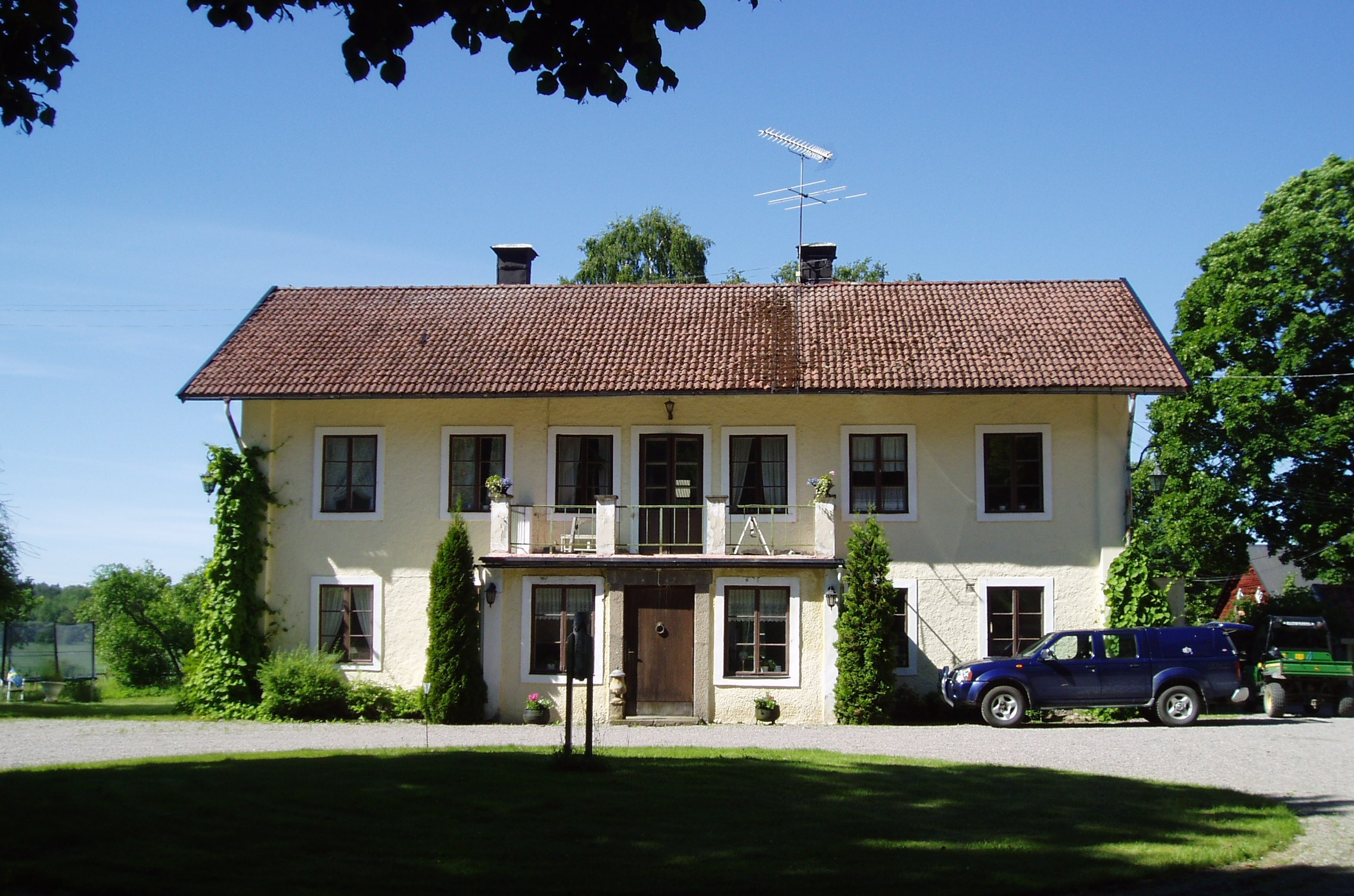
Главное здание хусбю в Мунсё, коммуна Экерё

Ху́сбю (швед. husby) или ху́сабю (швед. husaby) — коронные имения шведских конунгов, которые в период раннего Средневековья были распространены по всей Скандинавии и в совокупности назывались «Достоянием Уппсалы». Впоследствии многочисленные шведские, норвежские и датские деревни и фермы, входившие в эту сеть, стали называться Хусбю или похожим образом.
Время возникновения системы хусабю сложно установить, в основном потому, что многие места, которые стали королевскими имениями и сменили название могли к этому моменту быть населены уже в течение нескольких веков. Вплоть до 30-х годов XX века многие историки пытались связать возникновение хусабю с эпохой правления Энунда Дороги, ссылаясь на «сагу об Инглингах». В более современных исследованиях возникновение системы хусабю относят к периоду между IX и XI веками.
Хусбю состояло из большой центральной фермы, и, как правило, изначально являлось собственностью местных вождей, подчинившихся шведской короне. Располагались хусбю в большинстве случаев рядом с водоёмами, в устьях рек и гаванях. Как часть «Достояния Уппсалы» хусбю играли важную политическую, административную и фискальную роль в регионе. На территории хусбю хранились собранные с населения налоги. Также во время поездок по стране король мог останавливаться в различных хусбю со своей свитой, в частности, с целью коммуникации с местными жителями и государственными служащими.
Всего существовало более 70 хусбю, большинство из которых было расположено в восточном Свеаланде, в частности, 25 хусбю находилось в Уппланде. Немногие хусбю, такие как, например, Хусабю в Вестергётланде, находились за пределами этой области. Королевские имения, выполнявшие похожие функции, в Вестергётланде также назывались «бу» (швед. bo), а в Норрланде — «кунгсгордами» (швед. kungsgårdar).
В XIII веке в связи с изменением экономической обстановки и появлением более эффективной административной системы хусбю перестали использоваться короной и сменили своих владельцев.